# Октябрьское сельское поселение (Комсомольский район)
Октя́брьское сельское поселение — муниципальное образование в западной части Комсомольского района Ивановской области с центром в селе Октябрьский.

## История
Октябрьское сельское поселение образовано 25 февраля 2005 года в соответствии с Законом Ивановской области № 43-ОЗ. В его состав вошли населённые пункты упразднённого Октябрьского сельсовета.

## Население
| 2002  | 2010  | 2011  | 2012  | 2013  | 2014  | 2015  |
| ----- | ----- | ----- | ----- | ----- | ----- | ----- |
| 3169  | ↘1254 | ↘1252 | ↘1239 | ↗1268 | →1268 | ↘1261 |
| 2016  | 2017  | 2018  | 2019  | 2020  | 2021  |       |
| ↘1233 | ↗1248 | ↗1268 | ↗1296 | ↘1292 | ↘1196 |       |

## Состав сельского поселения
| № | Населённый пункт | Тип населённого пункта       | Население |
| - | ---------------- | ---------------------------- | --------- |
| 1 | Архангел         | село                         | ↘11       |
| 2 | Октябрьский      | село, административный центр | ↘1226     |
| 3 | Остров           | деревня                      | ↘17       |

## Экономика
В поселении функционирует цех по производству электротехнической продукции (ООО «Арта»), пекарный цех, 3 магазина. Сельское хозяйство представлено частными, приусадебными хозяйствами.

## Инфраструктура
Действует Дом культуры, библиотека, средняя общеобразовательная школа, детский сад. Работают почтовое отделение, отделение Сбербанка России, аптечный пункт. Медицинскую помощь оказывает амбулатория расположенная в Октябрьском.